# Kępa (Dąbrówka)
Kępa – części wsi Dąbrówka w Polsce, położona w województwie warmińsko-mazurskim, w powiecie piskim, w gminie Orzysz.
W latach 1975–1998 Kępa należała administracyjnie do województwa suwalskiego.